# 斯蘭普山
77°52′S 160°43′E / 77.867°S 160.717°E
斯蘭普山（Slump Mountain），是南極洲的山峰，位於維多利亞地的斯科特海岸，處於大學峰西南面1.3公里，屬於夸特梅因山脈的一部分，海拔高度2,195米，現時由南極條約體系管理。